# 中川村 (岐阜県)
中川村（なかがわむら）は、かつて岐阜県安八郡に存在した村である。
現在の大垣市北部の地域であり、およそ大垣駅の北から東北にかけてに該当する。村名は、この地域び存在した荘園、中川荘に由来する。

## 沿革
- 1588年（天正16年） - 曽根城に西尾光教が入り、曽根藩（2万石）が成立する。
- 1600年（慶長5年） - 西尾光教が揖斐藩に移封され、ここに曽根藩は廃藩となり、天領となる。後に大垣藩領となる。
- 1897年（明治30年）4月1日 - 中川村、林東村、林中村、楽田村、貝曽根村、北方村、曽根村、領家村、中野村が合併し、改めて中川村が発足。
- 1949年（昭和24年）4月1日 - 大垣市に編入される。

## 学校
- 中川村立中川小学校（現・大垣市立中川小学校）
- 中学校は大垣市の大垣市立北中学校へ通学。

## 交通
- 東海道本線
  - 大垣駅（正確には中川村ではないが、ほぼ隣接）

## 史跡など
- 曽根城址
- 梁川星巌邸跡
- 梁川紅蘭生誕地